# Anomala ronana
Anomala ronana är en skalbaggsart som beskrevs av Ohaus 1916. Anomala ronana ingår i släktet Anomala och familjen Rutelidae. Inga underarter finns listade i Catalogue of Life.